# Lophojoppa stigmatica
Lophojoppa stigmatica är en stekelart som först beskrevs av Morley 1915.  Lophojoppa stigmatica ingår i släktet Lophojoppa och familjen brokparasitsteklar. Inga underarter finns listade i Catalogue of Life.